# FireStarter
FireStarter — компьютерная игра в жанре аркадного шутера от первого и третьего лица, разработанная компанией GSC Game World и изданная Руссобит-М. Анонс состоялся 26 марта 2002 года, выход был запланирован на 4 квартал 2002 или 1-й 2003, но был отложен на 28 ноября 2003.

## История разработки
Разработка игры началась 1 января 2001 года. Официальный анонс игры состоялся 26 марта 2002 года на официальном сайте компании «GSC Game World», тогда же разработчики указали первую информацию об игре. Выход был запланирован на 4Q 2002 — 1Q 2003 годов. Жанр производителем определялся как аркадный шутер от первого лица. Также, был анонсирован новый движок The Firestarter Engine на котором разрабатывалась игра. После разработчики активно выкладывали скриншоты на официальном сайте. Наступило время выставки Electronic Entertainment Expo и разработчики отправились показать свою игру там. Затем игру продемонстрировали на Games Convention.
В 2003 году игра также демонстрировалась на Electronic Entertainment Expo. 8 октября компания «GSC Game World» и сеть интернет-клубов «Nazgul» провели совместную акцию. В течение дня, в назгуловском игровом клубе в Киеве, проходил тест игры. Каждый желающий имел возможность бесплатно поиграть и оценить новый шутер от GSC. 6 ноября FireStarter «ушел на золото», игрокам оставалось только немного подождать до появления игры на прилавках магазинов. 28 ноября состоялся официальный релиз в России. 8 декабря в Интернете появилась официальная демо-версия игры. 9 декабря был выпущен патч к демо-версии, улучшающий скоростные характеристики персонажей. Также он поможет лучше понять ролевую составляющую игры..
13 февраля 2004 года на сайте 3DNews руководитель проекта Вячеслав Климов рассказал об особенностях движка игры. 21 октября компания выложила подборку лучших саундтреков игры композитора «MoozE».

## Отзывы об игре после её выхода
| Сводный рейтинг                           | Сводный рейтинг     |
| Агрегатор                                 | Оценка              |
| ----------------------------------------- | ------------------- |
| GameRankings                              | 53,55 %             |
| Metacritic                                | 57/100 (14 обзоров) |
| MobyRank                                  | 69/100              |
| Иноязычные издания                        |                     |
| Издание                                   | Оценка              |
| 1UP.com                                   | D+                  |
| AllGame                                   | [ 21 ]              |
| GameSpot                                  | 6,2/10              |
| GameZone                                  | 72/100              |
| IGN                                       | 7,5/10              |
| Русскоязычные издания                     |                     |
| Издание                                   | Оценка              |
| Absolute Games                            | 65 %                |
| PlayGround.ru                             | 7,0/10              |
| «Домашний ПК»                             | [ 26 ]              |
| «Игромания»                               | 8,0/10              |
| Награды                                   |                     |
| Издание                                   | Награда             |
| Корона журнала «Лучшие компьютерные игры» |                     |